# Karakó Ferenc
Karakó Ferenc (Nyíregyháza, 1983. április 6. –) magyar nemzetközi labdarúgó-játékvezető.

## Pályafutása

### Nemzeti játékvezetés
A játékvezetői vizsgát 2008-ban Nyíregyházán tette le, 2009-ben lett NB. III-as minősítésű bíró, ahol a Tisza-csoportban tevékenykedhetett. 2010-ben országos utánpótlás kerettag, 2011-től országos, NB. II-es játékvezető. 2016. január elsejétől NB I-es játékvezető. Vezetett NB. I-es mérkőzések száma: 141 (2024. december 17-ig)
| Időpont              | Helyszín                      | Mérkőzés típusa             | Mérkőzés                         |
| -------------------- | ----------------------------- | --------------------------- | -------------------------------- |
| 2011. március 12.    | Városi Stadion, Kazincbarcika | első NB. II-es mérkőzés     | Kazincbarcikai SC–Vác-Újbuda LTC |
| 2015. április 4.     | Győr, ETO Stadion             | első NB. I-es mérkőzése     | Győri ETO - Kecskemét            |
| 2022. szeptember 11. | Budapest                      | századik NB. I-es mérkőzése | Újpest FC - Vasas                |

#### Nemzeti kupamérkőzések
Vezetett Kupa-döntők száma: 1.

##### SportM Kupa
| Időpont           | Helyszín             | Mérkőzés típusa   | Mérkőzés          | Asszisztensek                | Negyedik bíró | Eredmény | Nézők száma |
| ----------------- | -------------------- | ----------------- | ----------------- | ---------------------------- | ------------- | -------- | ----------- |
| 2012. április 30. | Népstadion, Budapest | SportM Kupa-döntő | Bóly–Jánossomorja | Buzás Balázs/Szvetnyik Bence | Döme Gábor    |          |             |

### Nemzetközi játékvezetés
2016. január elsejétől a FIFA keret tagja lett.

## Sikerei, díjai
A Szabolcs-Szatmár-Bereg megyei JB szakmai fejlődésének elismeréseként:
- 2009-ben Lengváry József-díjban részesült, mint az Év fiatal Játékvezetője,
- 2010-ben az  Év utánpótlás játékvezetője kitüntető cím mellé Tamás Lajos-díjat kapott,

## Külső hivatkozások
- Karakó Ferenc. focibiro.hu. (Hozzáférés: 2020. július 17.)
- Karakó Ferenc. szabolcsjb.hu. [2013. május 29-i dátummal az eredetiből archiválva]. (Hozzáférés: 2013. május 10.)
- http://www.nemzetisport.hu/labdarugo_nb_i/nb-i-ha-akarna-sem-tudna-ovni-a-kovesd-karako-hibaja-miatt-2601499